# Marius Boender

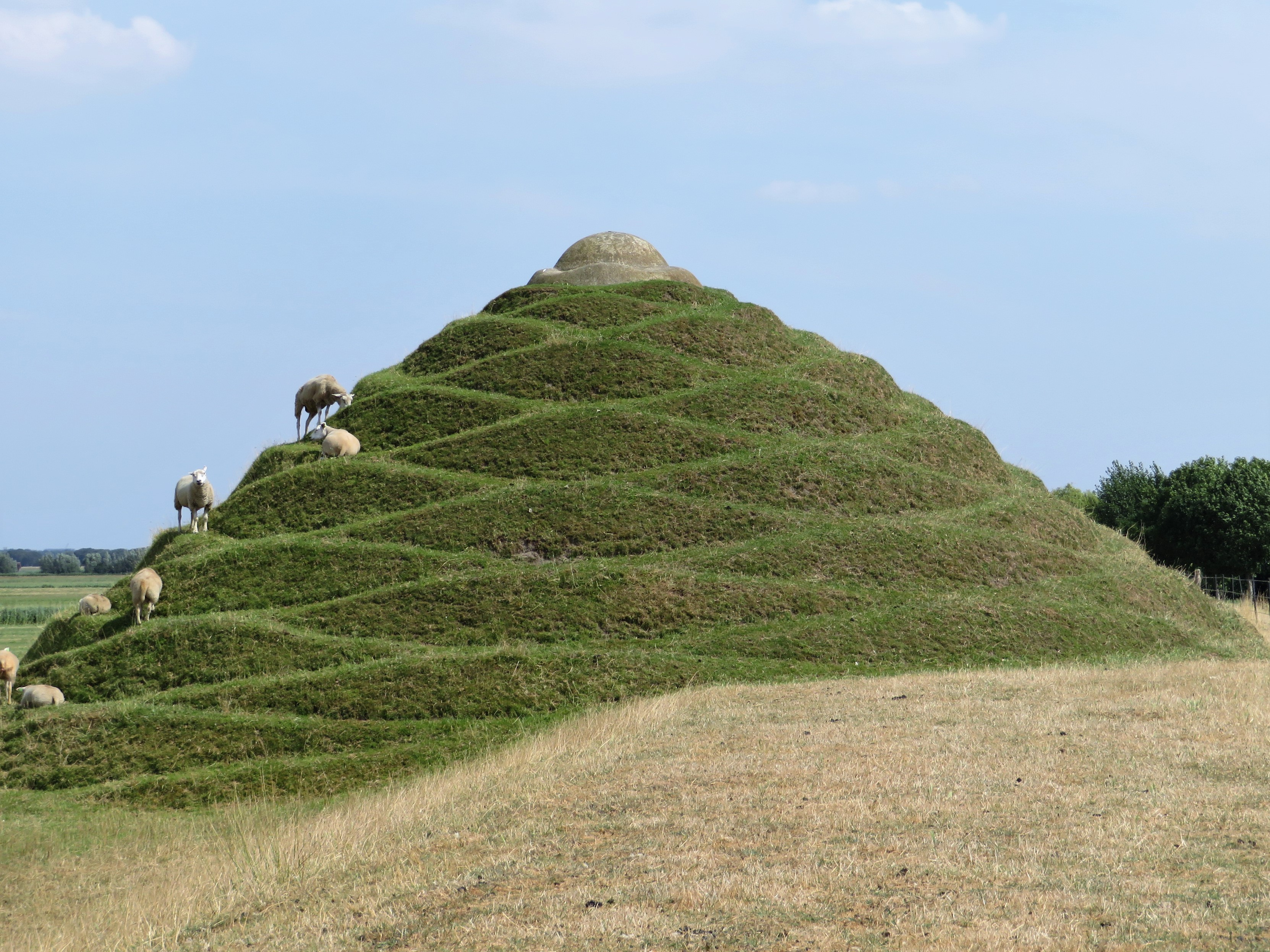
De Wachter (2001), Willemstad

Marius Willem Boender (Middelburg, 4 maart 1948) is een Nederlands fotograaf en beeldhouwer uit Breda.

## Loopbaan
Hij studeerde fotografie aan de Academie voor Beeldende Kunsten Sint-Joost van 1968 tot 1972 in Breda, daarna op de Rijksakademie van Beeldende Kunsten van 1974 tot 1975 in Amsterdam. Hij maakte in het begin vooral landschapsfoto’s. Boender werkte voor tijdschriften als freelance redacteur/fotograaf. Hij zag zich na zijn afstuderen niet als kunstenaar.
Boender houdt vooral van het maken van zandtekeningen, die hij betitelt als Land art. Hij heeft een tiental grote beelden gemaakt in de Openbare Ruimte.

## Werken
Enkele werken zijn onder andere:
- Wachter (2001), Willemstad
- Waterdans, Kunstwerk/bank/speelobject in Veldhoven
- Papierprikker, in wijk Havenkwartier bij de Belcrumhaven in Breda